# 아르파이아
아르파이아(이탈리아어: Arpaia)는 이탈리아 캄파니아주 베네벤토도의 코무네다. 나폴리로부터 북동쪽 35km, 베네벤토로부터 남서쪽 25km 거리에 있다.

## 같이 보기
- 이탈리아의 로마 가톨릭 교구 목록
- 카우디움 전투